# Église Saint-Gilles-Saint-Leu de Boubiers
Cet article possède un paronyme, voir Église Saint-Leu-Saint-Gilles.
L'église Saint-Denis est une église catholique située à Boubiers, en France. C'est une église rurale qui n'a plus changée depuis le milieu du XVIe siècle, d'une architecture assez rustique dans son ensemble, mais avec une façade occidentale gothique flamboyant remarquable, un clocher central roman avec flèche en pierre du XIIe siècle, et un chœur gothique ayant extérieurement conservé son apparence du XIIIe siècle. Les murs de la nef sont encore romans. Hormis pour son caractère authentique, l'église est intéressante pour son plan avec des dégagements et passages reliant le transept à la nef et au chœur sans passer par la croisée du transept. L'édifice a été classée monument historique par arrêté du 22 juillet 1943, avec le cimetière qui l'entoure. Elle est affiliée à la paroisse Saint-François-d'Assise du Vexin.

## Localisation
L'église est située dans le département français de l'Oise, sur la commune de Boubiers, rue de l'Église, à l'extrémité nord-est du village, et complètement à l'écart du centre du petit village. L'église est toujours entourée du cimetière, qui donne directement sur les champs au nord, à l'est et au sud.

## Historique

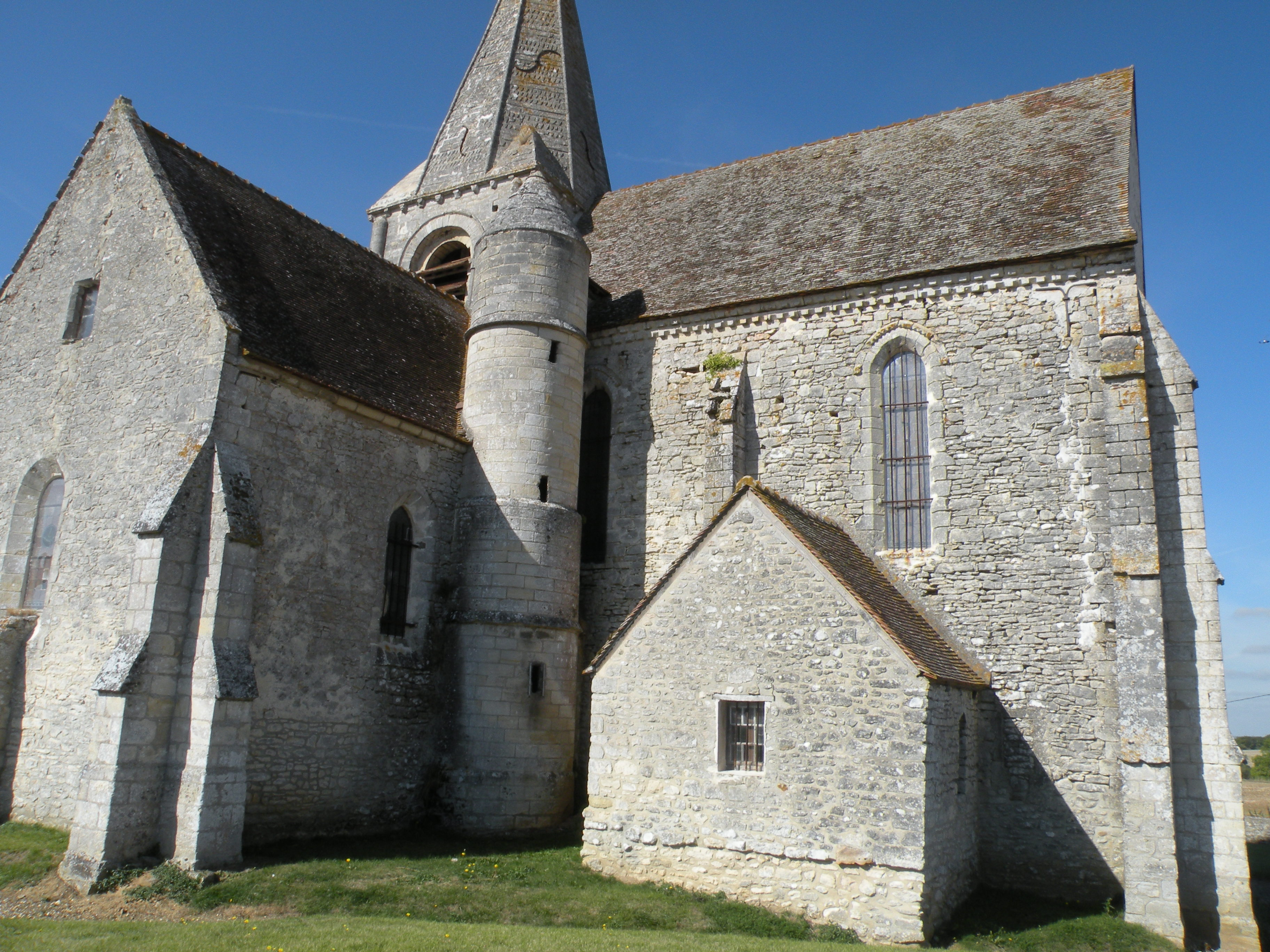
Croisillon nord et chœur.

L'église Saint-Gilles-Saint-Leu est d'origine romane et remonte vraisemblablement à la première moitié du XIIe siècle, et le clocher central avec sa pyramide en pierre octogonale subsiste de cette époque. La nef conserve des murs de la période romane reconnaissables à leur petit appareil en opus spicatum, et des vestiges de contreforts plats. Tout comme le transept, elle a toutefois été très remaniée au XVIe siècle, dans le style gothique flamboyant. Ces travaux comprennent l'édification d'une nouvelle façade occidentale ; le voûtement de la dernière travée de la nef ; la construction de deux petites travées de part et d'autre de cette dernière ; et la construction de deux passages reliant les croisillons au chœur. Au XIIIe siècle, le chœur primitif a déjà été remplacé par un chœur gothique de deux travées. Les voûtes du chœur ont disparu à une époque indéterminé. L'église a été classée monument historique par arrêté du 22 juillet 1943, avec le cimetière qui l'entoure.

## Description

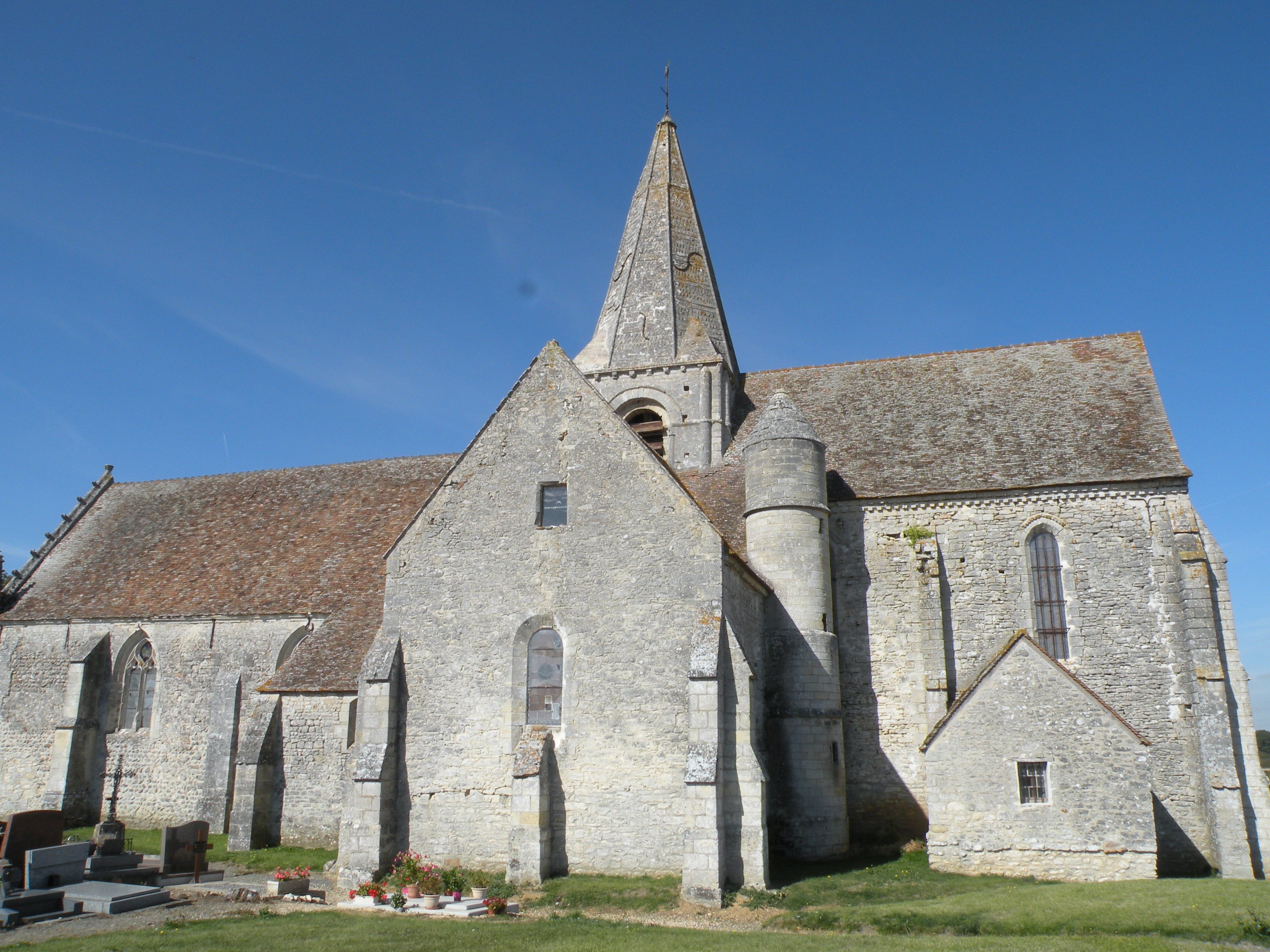
Vue d'ensemble depuis le sud.

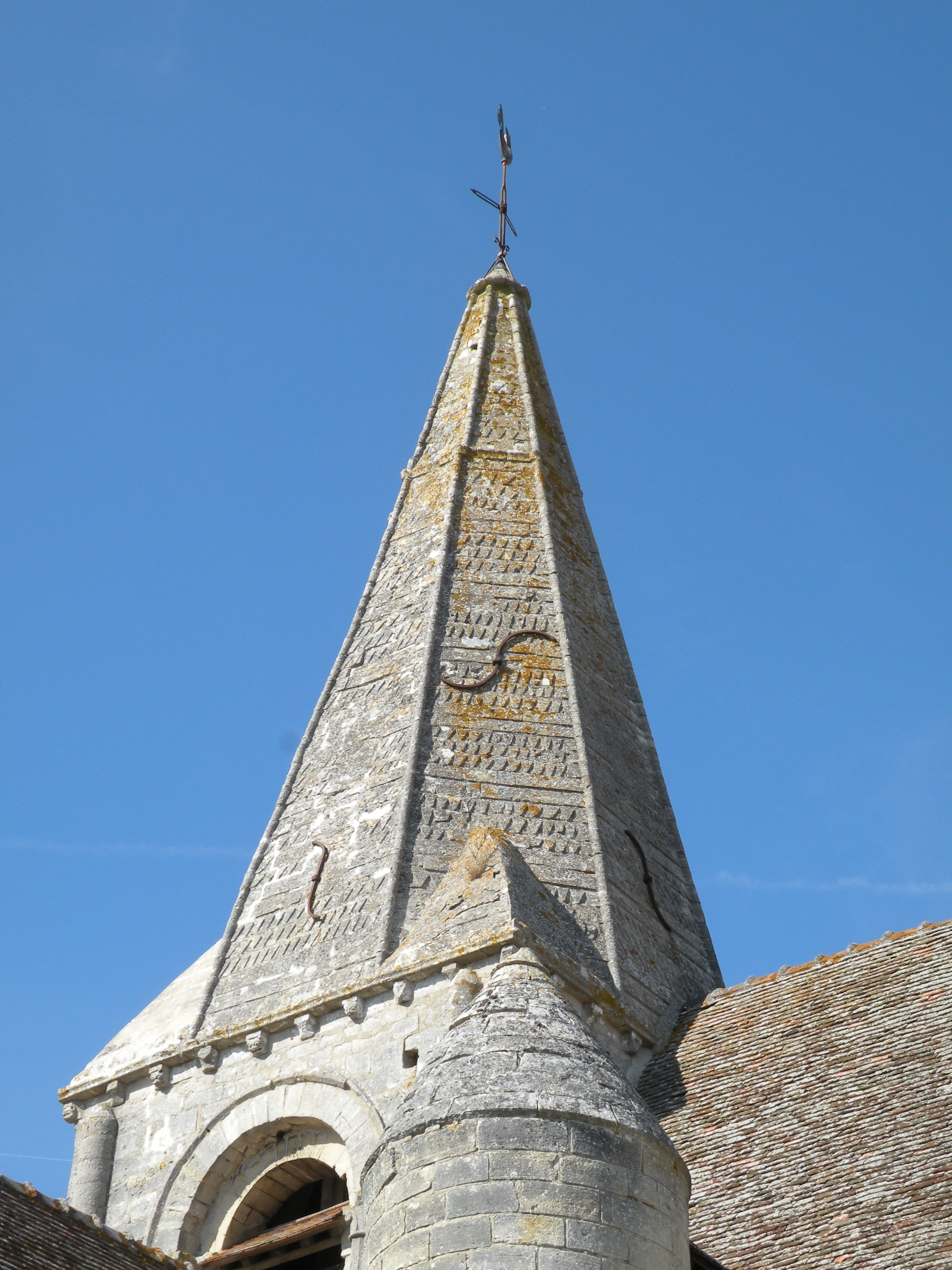
La pyramide du clocher.

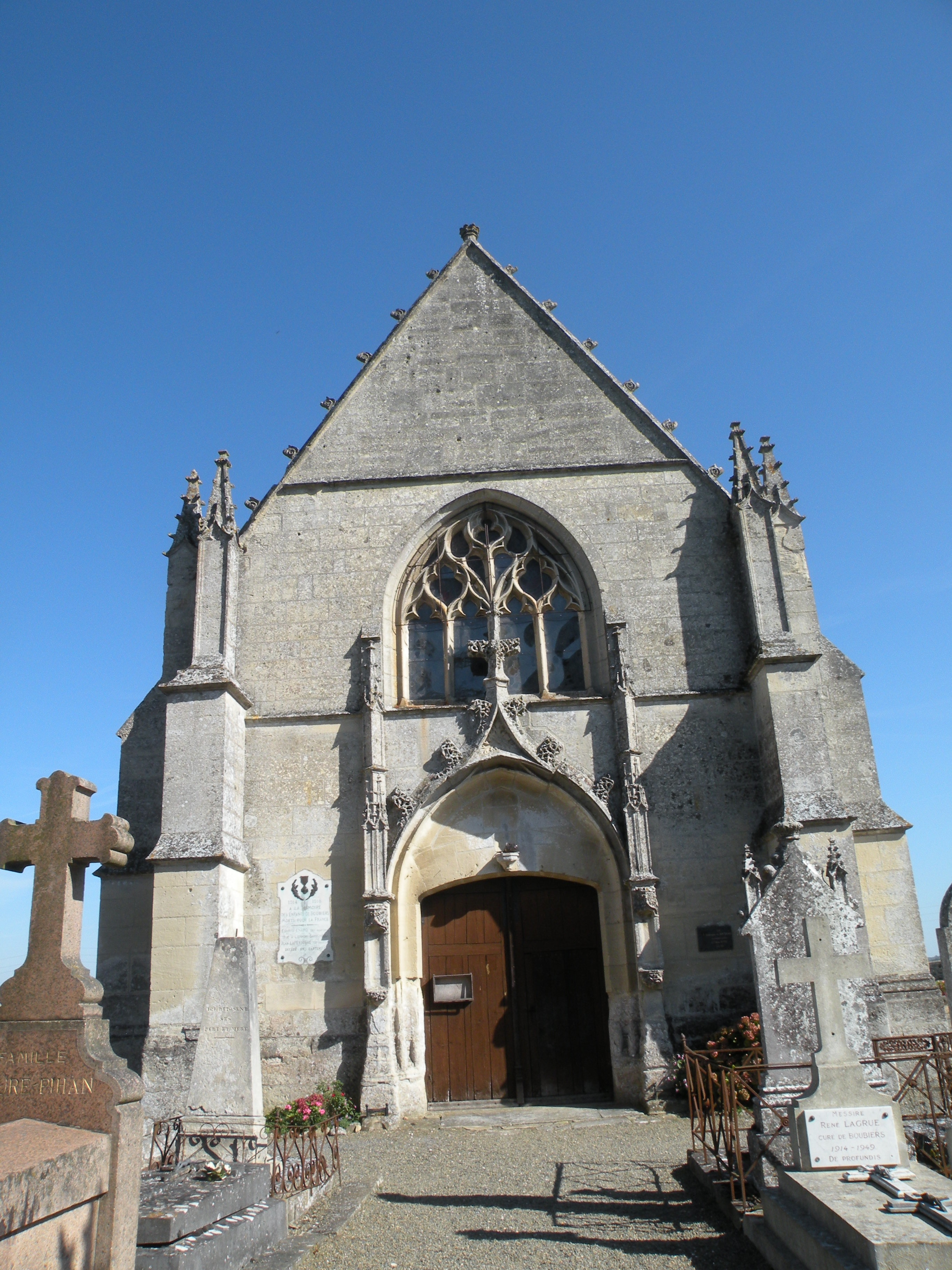
Façade occidentale flamboyante.

Orientée légèrement vers le sud-ouest, l'église se compose d'une nef-grange de quatre travées, dont seule la dernière est voûtée ; de deux petites travées carrées aux angles entre la dernière travée de la nef et les bras du transept, sortes de dégagements ; d'un transept ; d'un clocher central se dressant au-dessus de la croisée du transept ; de deux passages obliques reliant les deux bras du transept au chœur ; et d'un chœur de deux travées se terminant par un chevet plat. Une tourelle d'escalier ronde se partage avec l'un des deux passages l'angle entre le croisillon sud et le chœur, et à une certaine distance, une sacristie est collée devant le mur méridional de ce dernier. Les murs présentent des pignons aux quatre extrémités de l'édifice. Les dégagements sont recouverts par des toits en appentis. La même chose est le cas des deux passages, dont les murs extérieurs sont toutefois placés en biais, ce qui donne aux toits la forme d'un triangle. Tous les toits sont couverts de tuiles, à l'exception bien sûr de la flèche en pierre du clocher. La nef possède une voûte en berceau brisé lambrissée avec charpente apparente, et le chœur également, mais les faisceaux de colonnettes et les formerets des anciennes voûtes d'ogives restent en place, alors que la nef n'a jamais été voûtée.
Le caractère roman de la nef se cache derrière une façade flamboyante bien équilibrée et décorée avec mesure. Elle est cantonnée de volumineux contreforts d'angle, qui se retraitent par deux reprises après des glacis intermédiaires, et qui se terminent par des pinacles. La porte en anse de panier occupe le centre de la façade. Elle est flanquée de minces contreforts comportant une niche à statue en bas, puis un dais, un pinacle en bas-relief et finalement un pinacle comme couronnement. Au-dessus de la porte à double vantail, le tympan est nu, mais il est surmonté d'une archivolte en arc brisé décorée d'une accolade se terminant par une croix. Au-dessus, s'ouvre une large baie au réseau flamboyant, l'un des rares exemplaires à trois meneaux dans le Vexin français. La croix mentionnée et les pinacles des petits contreforts dépassent le seuil de la fenêtre, qui se poursuit jusqu'aux angles avec les grands contreforts de la façade, où il concorde avec le deuxième niveau de glacis. Latéralement, le petit appareil roman est facilement visible. Les murs sont épaulés par deux contreforts à la fin de la première travée ; ils sont similaires de ceux de la façade, mais se terminent par le deuxième glacis. Deux contreforts romans subsistent également. Le mur septentrional est entièrement aveugle, et le mur méridional est percé de deux baies en tiers-point avec un remplage flamboyant sur la base de deux lancettes aux têtes tréflées. Les deux dégagements sont sans caractère. Celui du sud possède une petite baie plein cintre, l'autre en a deux.
Le clocher roman ne compte qu'un unique étage, partiellement obstrué par les toitures de la nef et du chœur. Il est toutefois percé d'une baie plein cintre par face, assez large et flanquée de colonnettes garnies de chapiteaux sommaires. Dans le Vexin français, seulement le clocher de l'église Saint-Gervais-et-Saint-Protais de Saint-Gervais ne possède également qu'une unique ouverture par face. Les archivoltes ne sont pas décorées, mais les contreforts d'angle sont arrondis pour suggérer des colonnettes engagées, et un cordon en dents de scie (partiellement cassé) fait le tour de l'étage à hauteur des impostes. Un cordon identique est visible en dessous des fenêtres, au nord et au sud. Les murs sont couronnés par des corniches de corbeaux sculptés en masques. Les faces de la pyramide sont décorés en écaille de poisson, et délimitées par des tores le long des angles. La transition du plan carré au plan octogonal se fait par de simples plans inclinés, habituellement remplacés par des clochetons. Quant à la base du clocher, elle est constituée de quatre énormes piliers reliés entre eux par des arcades plein cintre. La voûte d'arêtes n'est plus d'origine et est perforée d'un trou de cloche. 
Les croisillons sont d'une facture très simple, bâtis en moellons avec des pierres de taille uniquement pour les chaînages et le contour des fenêtres. Les contreforts rappellent ceux du XVIe siècle déjà décrits, et curieusement, le croisillon sud possède un court contrefort supplémentaire au-dessous de la baie centrale du mur méridional. Le croisillon sud est éclairé par deux baies plein cintre sans caractère à l'ouest et au sud, et par une baie en tiers-point à l'est, toutes sans remplage. Le croisillon nord présente une baie plein cintre moderne au nord, et une étroite baie gothique à l'est, sans meneau mais avec une décoration à sa tête. Les deux croisillons sont voûtés d'ogives, sans formerets mais avec un remarquable clé de voûte orné d'un écu au nord, et avec des nervures gothiques à double tore séparés d'un filet au sud. Le chœur reste extérieurement inchangé depuis le XIIIe siècle, si l'on fait abstraction de l'influence des intempéries qui a altéré les cordons en dents de scie surmontant les baies en arc brisé à lancette simple, les corniches de deux rangées de corbeaux disposés en damier et les contreforts à ressauts.

## Mobilier
Parmi le mobilier de l'église, six éléments sont classés monuments historiques au titre objet, dont quatre sont des sculptures ou groupes sculptés :
- Une statue en pierre de sainte Barbe, haute de 133 cm, mutilée et au revers plat, datant de la première moitié du XVIe siècle[3] ;
- Une statue en pierre de sainte Marie-Madeleine, haute de 150 cm et au revers plat, datant de la seconde moitié du XVIe siècle[4] ;
- Une statue grandeur nature de la Vierge à l'Enfant, en pierre peinte et partiellement dorée, et datant du troisième quart du XIVe siècle[5] ;
- Un groupe sculpté en pierre taillée et badigeonnée représentant la Vierge et sainte Anne, ou l'Éducation de la Vierge, et datant de la seconde moitié du XVIe siècle[6] ;
- Les fonts baptismaux sous la forme d'une cuve baptismale à infusion de forme octogonale, datant du XIVe siècle mais reposant sur un support moderne[7] ;
- Les deux autels des croisillons nord et sud, constitués de blocs en pierre monolithes et datant du XIIe siècle, soit des origines de l'église. Ils gardent des traces de polychromie mais sont en mauvais état[8].